# Donna Summer
Donna Summer, pseudonimo di LaDonna Adrian Gaines (Boston, 31 dicembre 1948 – Naples, 17 maggio 2012), è stata una cantautrice statunitense.

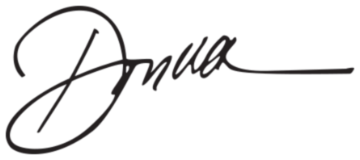
Firma di Donna Summer

La notorietà di Donna Summer è dovuta principalmente a una serie di successi discografici, ottenuti soprattutto negli anni settanta, che le valsero il titolo di "Queen of Disco" ("regina della disco music"). Brani come I Feel Love e Hot Stuff, infatti, sono stati inseriti nella lista delle 500 canzoni più belle di tutti i tempi secondo Rolling Stone. Con oltre 100 milioni di dischi venduti è annoverata fra gli artisti di maggior successo nella storia della disco music.
Donna Summer rappresenta una rarità nel panorama della musica disco degli anni settanta: sebbene sia stata una delle artiste più note di quel genere, il suo repertorio includeva anche brani R&B, rock e gospel. 
Donna Summer ha vinto premi tra i più prestigiosi, tra cui 6 American Music Award e 5 Grammy Awards; è stata inoltre interprete di una canzone, Last Dance, il cui autore è stato premiato con un Golden Globe e un Premio Oscar; nel 1992 è stata premiata con una stella da parte della Hollywood Walk of Fame. Nel 2013, dopo la sua morte, è stata inserita nella Rock and Roll Hall of Fame.
Donna Summer è stata anche la prima cantante ad avere tre doppi album consecutivi al primo posto della Billboard 200 e quattro singoli al primo posto in un solo anno. Il compositore e produttore Giorgio Moroder ha descritto il lavoro svolto con lei come «l'inizio della musica elettronica».

## Biografia
LaDonna Adrian Gaines nasce la notte di San Silvestro del 1948 a Boston, terza di sette figli. Il padre Andrew è un macellaio, mentre la madre Mary è una maestra. Già all'età di otto anni inizia a cantare nel coro della chiesa. Nel 1968 Donna lascia gli Stati Uniti per trasferirsi in Germania Ovest dove viene scritturata per la versione tedesca del celebre musical Hair. Si sposa con l'austriaco Helmuth Sommer che conosce a Monaco di Baviera da cui ha una figlia, Mimi Sommer; il suo nome d'arte deriva proprio dall'anglicizzazione del cognome del primo marito.
Inizialmente Donna lavora come modella part-time, fino a quando incontra il suo futuro e fedele collega Moroder. Nel 1974, con la collaborazione di Giorgio Moroder, incide il suo primo successo europeo, The Hostage, incluso nell'LP Lady of the Night, album che riscuote ottimo successo in Europa, ma non negli Stati Uniti.

### 1975: Scandalo e successo universale:Love to Love You Baby
Nel 1975 pubblica l'album Love to Love You Baby che la renderà nota anche al mercato statunitense grazie alla distribuzione della Casablanca Records. In questo disco è inclusa una traccia lunga diciassette minuti, la title track, preludendo all'attenzione che Donna Summer porrà nella realizzazione di album a lunga durata piuttosto che nella pubblicazione di molti singoli, costituendo e stabilendo un modello per la disco music. Il singolo apripista, Love to Love You Baby, arriva ai vertici delle classifiche di tutto il mondo. L'idea di una traccia lunga circa 17 minuti spaventa addirittura Summer stessa, ma il suo fedele collega e produttore Moroder dice di voler realizzare una traccia sexy e sensuale sul modello della canzone di fama parigina Je t'aime... moi non plus.
Time Magazine ha contato gli orgasmi emessi da Summer, in totale 22, che ne hanno fatto un record nella storia della musica. I gemiti di Jane Birkin (la voce femminile di Je t'aime... moi non plus) e di Donna Summer sono troppo espliciti: alcuni critici musicali definiscono Love to Love You Baby una canzone troppo erotica per la circolazione radiofonica e vietano alle stazioni radiofoniche la circolazione della canzone, però nelle discoteche la canzone riscuote vastissimo successo, spingendo vertiginosamente le vendite dell'album e del solo singolo.

### 1976:A Love TrilogyeFour Seasons of Love
A Love Trilogy e il concept album Four Seasons of Love, pubblicati entrambi nel 1976, riscuotono un vasto successo in tutto il mondo e specialmente in Germania e Italia. A Love Trilogy procede nella stessa vena del primo album, sfornando singoli di successo come Try me, I Know We Can Make it, canzone occupata da ben 4 melodie ben distinte in stile disco (Try me, I Know, We Can Make it e Try me, I Know We Can Make it) e la cover in stile disco della canzone Could it be Magic.
Four Seasons of Love invece racconta una storia d'amore paragonata alle quattro stagioni. Da qui vengono estratti la hit disco Spring Affair e la romantica ballata Winter Melody. Entrambi i dischi riscuotono successo, riuscendo a far vendere oltre 10 milioni di dischi (tra A Love Trilogy e Four Seasons of Love), pertanto vengono certificati. In questo periodo, Summer ottiene il titolo di First Lady of Love ("La primadonna dell'amore") per la sua forte sensualità e per la sua bellissima immagine.

### 1977:I Feel Love, l'inizio della musica elettronica

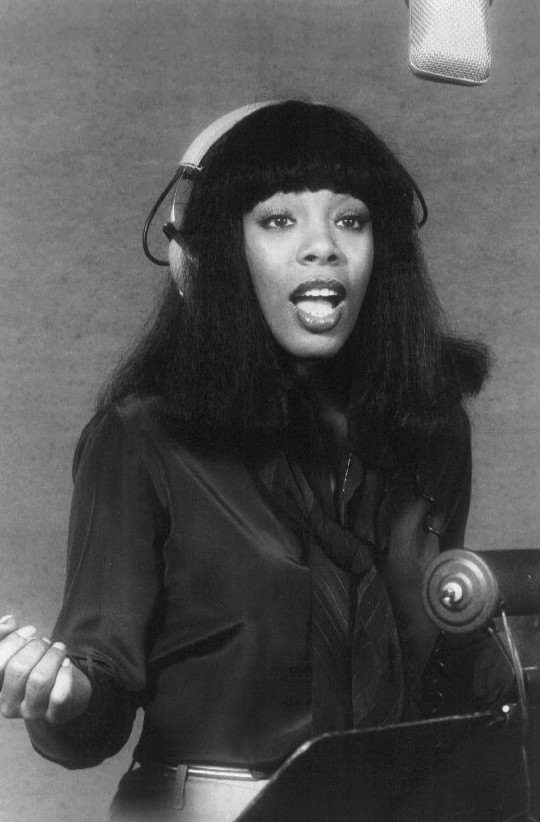
Donna Summer durante la registrazione del brano Theme From the Deep (Down, Deep Inside) nel 1977

Nel 1977 pubblica I Remember Yesterday, un altro concept album in cui si trova I Feel Love, singolo che, oltre a costituire una delle maggiori hit della cantante avrà enorme influenza su diversi generi musicali, tra i quali si annoverano in particolare la disco music, la musica elettronica e la musica techno. In particolare, in Italia conquista la vetta della classifica settimanale e si resta per diciotto settimane nella top ten, divenendo il quinto singolo più venduto dell'anno. I Feel Love è stata una delle sperimentazioni musicali tra le più importanti della storia della musica. Altre hit da quest'album sono Love's Unkind e la title-track I Remember Yesterday, mentre Back in Love Again riscontra un successo minore.
L'album riscontra ottimi risultati in tutto il mondo e le vendite dell'album e quelle dei singoli combinate raggiungono circa 10 milioni di dischi venduti e di conseguenza anch'essi certificati. Inoltre Donna, con il singolo I Feel Love, ottiene la sua prima nomination agli American Music Award. Altro concept album, sempre pubblicato nel 1977, è stato Once Upon a Time. Qui, Summer si presenta come una moderna Cenerentola che si immerge nella disco music. Notevoli hit estratte da questo concept sono la storia di un romantico incontro I Love You e la scatenata Rumor Has it. Hit meno famose invece, Once Upon a Time, usata anche nello special dedicato a Donna, e la fiabesca Fairy Tale High. Un'altra hit di discreto successo è il singolo Down, Deep Inside, estratto dalla colonna sonora del film Abissi (1977).

### 1978:Last DanceeLive And More, ulteriore conquista
Summer ottiene un altro successo interpretando il ruolo di una ragazza di talento nel film Thank God It's Friday. Nella colonna sonora della pellicola Summer registra tre brani, di cui la mega disco hit Last Dance. Con questo singolo Donna vince diversi premi, tra cui un Grammy Award, mentre l'autore del brano Paul Jabara ricevette un Premio Oscar e un Golden Globe alla migliore canzone. Sempre nel 1978 produce Live And More, un album live che contiene MacArthur Park e Heaven Knows, cantata con i Brooklyn Dreams. Entrambe ottengono elevato successo a livello mondiale ed entrambi i singoli vengono certificati e nominati. Queste due tracce sono presenti nell'album sotto forma di un medley lungo oltre 17 minuti, intitolato MacArthur Park Suite. Completa l'album la traccia intitolata One of a Kind. Nel frattempo con Moroder incomincia a progettare la realizzazione del suo prossimo album di inediti.

### 1979:Hot Stuffe il greatest hitsOn The Radio, la fama planetaria

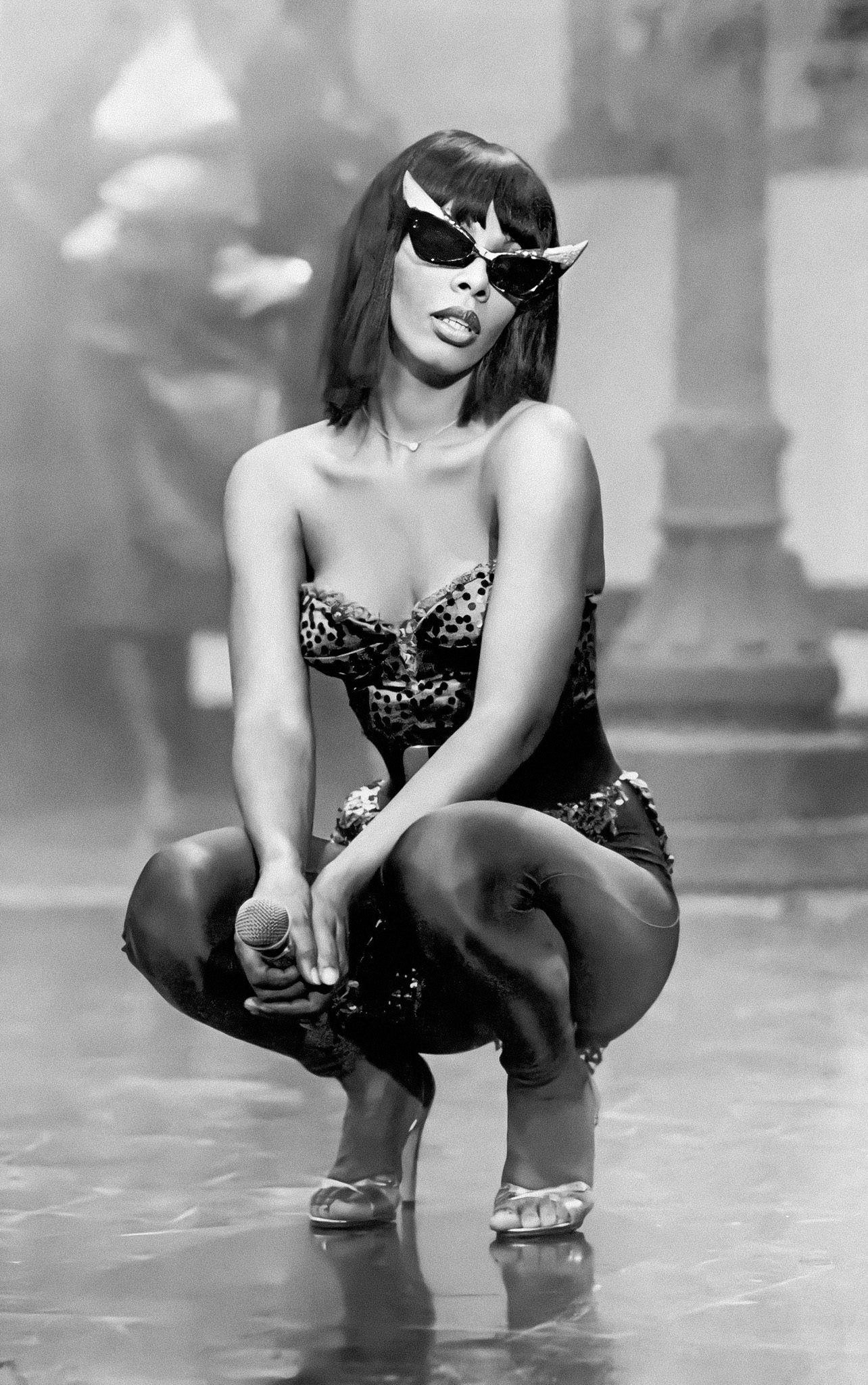
Donna Summer nel 1980

Nel 1979 Donna Summer pubblica Bad Girls, l'album di maggior successo della sua carriera. In quest'album, Summer si sbilancia nel mondo del rock, senza abbandonare la fusione con la sua arte, la disco music. Da quest'album vengono estratti brani "immortali" che diventano veri campioni della disco music. Si paragona questa innovazione alla svolta di Love to Love You Baby e I Feel Love. Il singolo apripista è la mega disco hit universale Hot Stuff, singolo le cui vendite superano di gran lunga i 5 milioni di copie permettendo a Summer di vincere il suo secondo Grammy come miglior performance rock. Il secondo singolo, anch'esso di successo rilevante, è la title-track Bad Girls che ottiene un American Music Award. Altri singoli da esso estratti sono Dim All The Lights, anch'esso certificato come i suoi predecessori, Sunset People, Walk Away e Our Love. L'album Bad Girls riceve premi e vende oltre 11 milioni di dischi, senza contare i singoli.
Sei mesi dopo pubblica il suo primo greatest hits On The Radio, che diventa il terzo album consecutivo di Summer al n. 1 della Billboard. Qui sono presenti altre due megahit: On The Radio (brano incluso nel film Foxes) e No More Tears (Enough is Enough) cantata assieme a Barbra Streisand, entrambe certificate e di successo planetario. La compilation è stata definita come un unico medley che include i più grandi successi di Summer, anche se non sono presenti Could it be Magic e Spring Affair.

### Dal 1980 agli ultimi anni
Nel 1980 Donna Summer lascia la Casablanca Records e firma per la Geffen Records, casa per cui scrive l'album The Wanderer e I'm a Rainbow, che prima del 1996 non fu pubblicato per timore di un flop. Per ordine dell'etichetta discografica la cantante abbandona gli autori storici Moroder e Bellotte, a favore dell'affermato Quincy Jones.

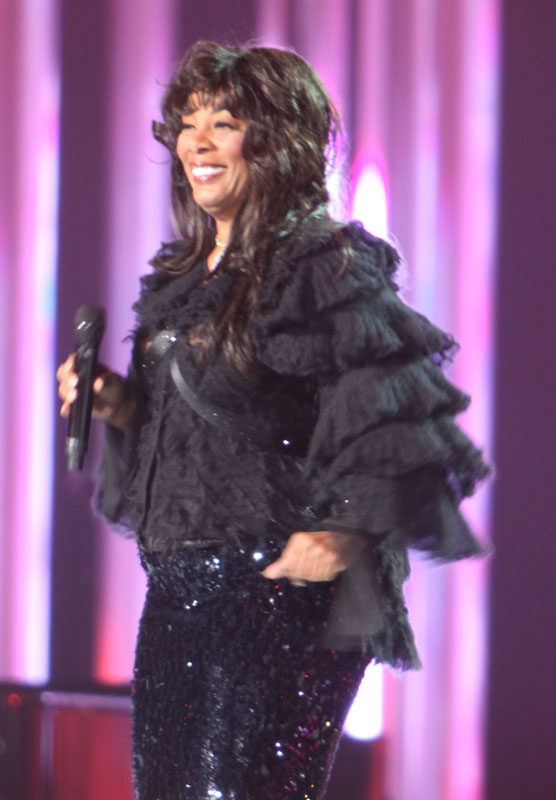
Donna Summer al concerto per il Premio Nobel per la Pace nel 2009

Con Quincy Jones pubblica l'album Donna Summer, di cui spopolano le canzoni Love Is in Control (Finger on the Trigger), The Woman in Me e State of Independence. I primi anni ottanta rappresentano una frenata nella carriera della cantante, per via della nascita delle due figlie, Brooklyn Sudano (divenuta in seguito attrice) e Amanda Sudano (divenuta in seguito cantante), e anche per le controversie che la videro coinvolta in uno scandalo giornalistico: secondo una dichiarazione attribuitale, Donna Summer disprezzava la comunità gay e fu oggetto pertanto di pesanti accuse. La cantante negò ogni cosa e anzi appoggiò negli anni seguenti la Gay Men's Health Crisis di Carnegie. Riprese a rientrare nelle classifiche con She Works Hard For The Money e il singolo del 1989 This Time I Know It's for Real diventa un successo prima in Europa e in seguito negli Stati Uniti. Negli anni novanta preferisce esibirsi in duetti (celebre quello con Liza Minnelli) e in cover (tra cui Con te partirò di Andrea Bocelli). Nel 1994 elogia pubblicamente la cantante italiana Giorgia Todrani per la sua voce black.
Sempre negli anni novanta pubblica alcuni famosi singoli come Love is The Healer, molto popolare oltreoceano, e Carry On, canzone con cui vinse il primo Grammy come miglior singolo dance. Nel 2000 è la voce della colonna sonora del film: Pokémon 2 - La forza di uno con il brano The Power of One, distribuita da Warner Bros. Records. Nel 2004 entra per prima nella Dance Music Hall of Fame, insieme ai Bee Gees e a Barry White. Al 2005 Donna Summer vince 5 Grammy Award e 6 American Music Awards, 24 dischi d'oro e di platino negli Stati Uniti e 19 dischi d'argento in Gran Bretagna. Nel maggio del 2008, dopo 17 anni, pubblica un nuovo album che include 13 canzoni inedite tra cui The Queen Is Back ("la regina è tornata").

### Morte

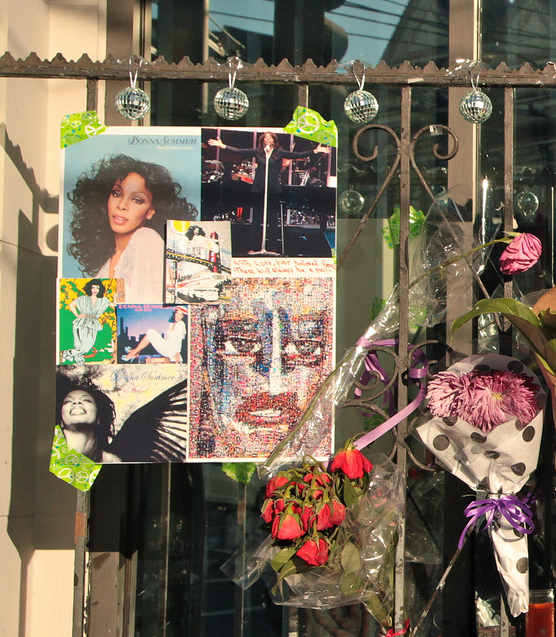
Il Donna Summer Memorial realizzato dai fan davanti alla sua casa di Naples il 18 maggio 2012

Malata di cancro ai polmoni, è morta il 17 maggio 2012 all'età di 63 anni, nella sua casa di Naples, località marittima sulla costa ovest della Florida. Le esequie sono state celebrate presso la Christ Presbyterian Church di Nashville il 23 maggio successivo in forma privata e senza l'ammissione di telecamere, e la salma è stata sepolta nell'Harpeth Hills Memory Gardens Cemetery di Nashville.
Oltre al marito Bruce Sudano e alle due figlie, alle esequie hanno partecipato il fratello Ricky Gaines e la sorella Linda, oltre agli amici musicisti Giorgio Moroder, David Foster e Natalie Grant. Il 17 aprile 2013, dopo anni di nomination, il suo nome è stato inserito nella Rock and Roll Hall of Fame.

## Citazioni e omaggi
- Naughty Girl di Beyoncé, tratta dell'album Dangerously in Love, riprende il motivetto iniziale di Love to Love You Baby.
- Madonna ha campionato I Feel Love nella canzone Future Lovers contenuta nell'album Confessions on a Dance Floor e ha cantato parte del pezzo durante l'esibizione di Future Lovers nel corso del Confessions Tour nel 2006.
- Le Pussycat Dolls hanno rimaneggiato il testo di Hot Stuff, ricavandone un singolo promozionale.
- Due dei suoi più grandi successi, I Feel Love e Love to Love You Baby, furono mixati da Jimmy Somerville e Marc Almond verso la fine degli anni ottanta, ottenendone una traccia di gran successo che spopolò nelle discoteche di tutto il mondo.
- Giorgia ha incluso la cover di I Feel Love nel suo album Pop Heart.
- Nel 2019, il cantautore inglese Sam Smith ha pubblicato una cover di I Feel Love.
- Nel 2022 Beyoncé utilizza un campionamento di I Feel Love per la canzone Summer Renaissance, contenuta nell'album Renaissance e dedicata a Donna Summer.

## Discografia

### Album in studio
- 1974 - Lady of the Night
- 1975 - Love to Love You Baby
- 1976 - A Love Trilogy
- 1976 - Four Seasons of Love
- 1977 - I Remember Yesterday
- 1977 - Once Upon a Time
- 1979 - Bad Girls
- 1980 - The Wanderer
- 1981-1996 - I'm a Rainbow
- 1982 - Donna Summer
- 1983 - She Works Hard for the Money
- 1984 - Cats Without Claws
- 1987 - All Systems Go
- 1989 - Another Place and Time
- 1991 - Mistaken Identity
- 1994 - Christmas Spirit
- 2008 - Crayons

## Filmografia
- 11 Uhr 20 – serie TV (1970)
- Grazie a Dio è venerdì, regia di Robert Klane (1978)
- Otto sotto un tetto – serie TV, episodi 5x23-8x22 (1994-1997)
- Disco at the BBC – special TV (2012)